# Chorów (obwód rówieński)
Chorów (ukr. Хорів) – wieś na Ukrainie, w obwodzie rówieńskim, w rejonie rówieńskim.
Do 2020 roku w rejonie ostrogskim. 
Prywatna wieś szlachecka, położona w województwie wołyńskim, w 1739 roku należała do klucza Ostróg Lubomirskich. 